# Буферный слой
Буферный слой (англ. buffer layer) — слой полупроводника, выращенного на подложке с другой постоянной решетки. При росте напряженных плёнок появляется много дислокаций несоответствия, которые портят кристаллическую структуру выращиваемого кристалла. Но при достаточной толщине (обычно больше микрометра) постоянная решетки выращенного кристалла, изрезанного сеткой дислокаций, становится близка к постоянной решётки ненапряжённого материала, на котором уже можно растить структуры хорошего качества.